# Petr Skokan
Petr Skokan (* 27. května 1963 Prachatice) je český politik, v letech 2010 až 2013 poslanec České republiky, bývalý starosta České Lípy a bývalý hejtman Libereckého kraje. Do roku 2009 byl členem Občanské demokratické strany, vystoupil však z ní a stal se členem strany Věci veřejné (tuto stranu opustil v roce 2014). Od poloviny roku 2014 výkonný místopředseda politického hnutí SPOLEHNUTÍ - SPOLEČNÉ HNUTÍ ČESKOLIPANŮ.

## Studium a profesní dráha
S rodiči se jako roční batole přestěhoval z Prachatic do České Lípy a dodnes v českolipské části Dolní Libchava bydlí. Po absolvování základní školy v České Lípě se rozhodl pro studium na Střední průmyslové škole stavební v Liberci. Zde roku 1982 odmaturoval. V době studií zde účinkoval v řade rockových kapel, využil svou dvoumetrovou postavu v basketbalu, účinkoval v libereckém Divadle hudby a poezie.
V roce 1982 nastoupil jako technik – stavař u Pozemních staveb v České Lípě. O rok později nastoupil dvouletou náhradní vojenskou službu a pak se vrátil k Pozemním stavbám, kde zůstal sedm roků. V roce 1989 se osamostatnil jako jeden z prvních zdejších živnostníků, věnoval se zpočátku prodeji hudebních nástrojů.
Jako člen statutárních orgánů působil v několika firmách na Českolipsku.

## Politická dráha

### Komunální a regionální politika
V roce 1992 vstoupil do ODS a v roce 1994 byl za tuto stranu zvolen do městského zastupitelstva České Lípy. Roku 1997 se stal místostarostou na radnici a rok poté byl zvolen starostou České Lípy. Mandát obnovil i v dalších volbách roku 2002. Díky své funkci se roku 2003 stal předsedou představenstva firmy Severočeská vodárenská společnost a.s. V roce 2004 byl zvolen hejtmanem Libereckého kraje a na post starosty České Lípy rezignoval, zůstal však členem rady města. Funkci radního obhájil i v komunálních volbách v roce 2006.

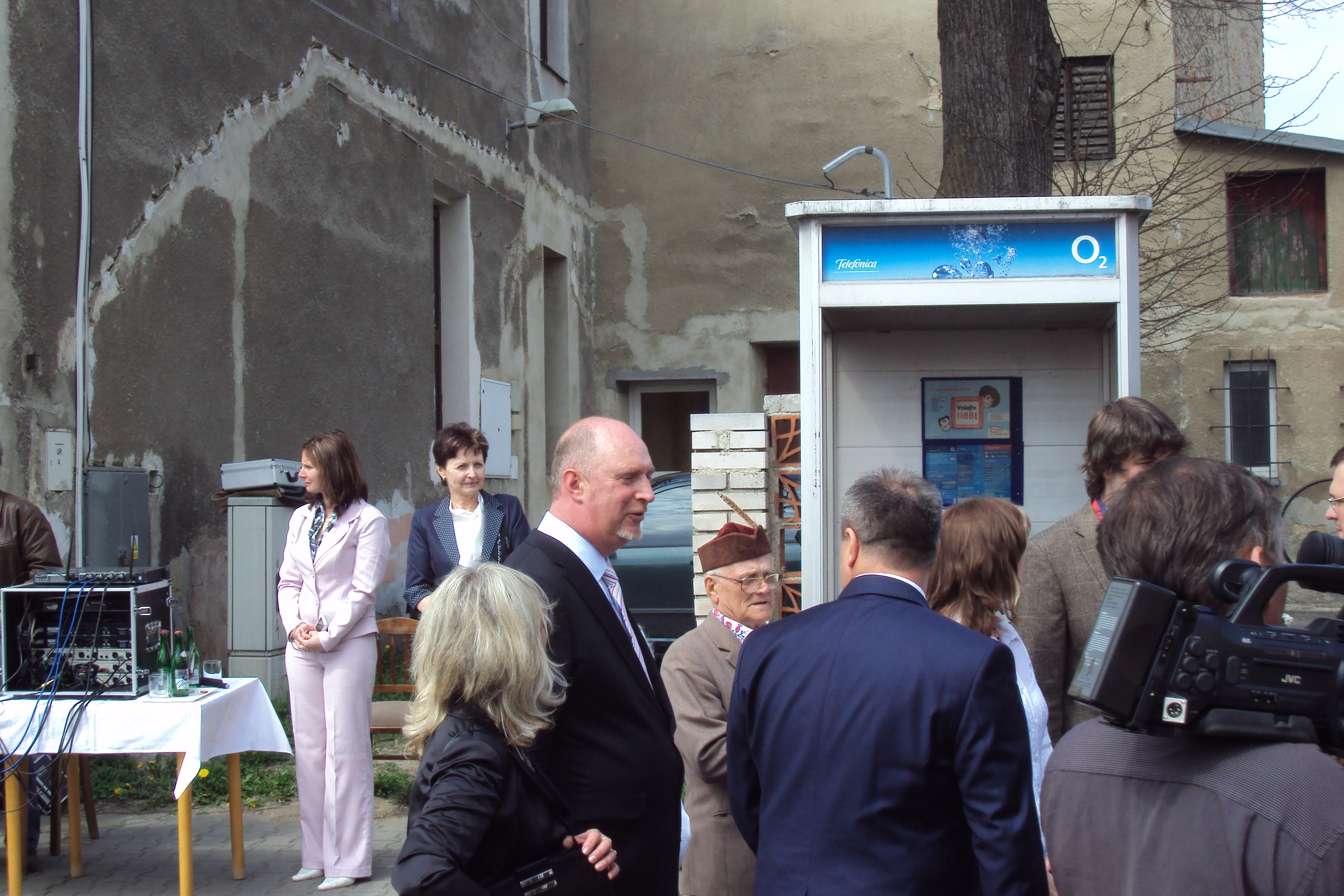
Na návštěvě v dubnu 2011 v Zákupech

V říjnu 2008 kandidoval za ODS do Senátu v obvodu Česká Lípa, s kandidátem Karlem Kapounem (ČSSD) však prohrál o 20 % hlasů. A to i přes to, že volební kampaň nepodcenil. V létě roku 2008 podnikl mediálně sledovanou dvoudenní inspekční cestu po obcích na pomezí krajů s doprovodem dalšího z hejtmanů Jiřího Šulce.
Už před těmito volbami se rozhodl post hejtmana neobhajovat a zůstal tak koncem října 2008 pouze členem rady města Česká Lípa.
Dne 24. dubna 2009 byl zvolen stovkou zástupců měst a obcí v kongresovém centru Libereckého kraje již počtvrté za sebou předsedou Zájmového sdružení právnických osob Euroregion Nisa (ERN).

### Celostátní politika
Na počátku léta 2009 opustil stranu ODS, jejímž členem byl 17 let, a rozhodl se přestoupit do nové strany Věci veřejné vedené Radkem Johnem. Deklaroval úmysl za tuto novou stranu kandidovat ve volbách do parlamentu. V reakci na to zastupitelstvo města Česká Lípa na návrh členů ODS dosáhlo 29. září 2009 jeho odvolání z rady města.
Byl na prvním místě kandidátky strany Věci veřejné v parlamentních volbách v roce 2010 v Libereckém kraji a byl zvolen poslancem do parlamentu České republiky. V parlamentu se posléze stal členem poslaneckého klubu Věci veřejné a v červenci 2010 členem hospodářského a volebního výboru. 9. července 2010 se stal členem Stálé komise pro práci Kanceláře Poslanecké sněmovny. Má dvě kanceláře, v Praze ve Sněmovní ulici 1, a v České Lípě v ulici Prokopa Holého 141.
V souvislosti s hlasováním parlamentu o zákonu týkajícího se hazardních her se v listopadu 2011 objevily informace, že Petr Skokan není v kauze nestranný, protože má v České Lípě dva objekty s hernami.
Ten nařčení odmítl s tím, že již dlouho ve svých domech herny nemá, nájemní smlouvu dávno vypověděl. Svůj hlas pak odůvodnil snahou pomoci sportu ve městech, který je z peněz ze sázení zčásti dotován.
V souvislosti s prodejem hradu Ralsko ze státních rukou bylo zmíněno, že ministr obrany Alexandr Vondra nechal kvůli intervenci poslance Petra Skokana prověřit výběrové řízení a nebylo shledáno žádné pochybení.
V srpnu 2013 podal ústavní stížnost kvůli hlasování o důvěře vládě ČR.

### Pozdější politické aktivity
Po rozpuštění sněmovny se v říjnu 2013 jako již nekandidující politik zapojil do práce volební komise v České Lípě. V listopadu 2013 přijal nabídku poslance Jiřího Štětiny (Úsvit) a stal se jeho asistentem.
V polovině roku 2014 vstoupil do nově založeného politického hnutí s názvem SPOLEHNUTÍ - SPOLEČNÉ HNUTÍ ČESKOLIPANŮ a stal se jeho výkonným místopředsedou. V komunálních volbách v roce 2014 byl lídrem tohoto hnutí v České Lípě, jako jediný z celé kandidátky získal mandát zastupitele města.
Ve volbách do Senátu PČR v roce 2020 kandidoval za hnutí SPOLEHNUTÍ v obvodu č. 36 – Česká Lípa. Se ziskem 7,23 % hlasů skončil na 6. místě a do druhého kola nepostoupil.